# میناموتو نو چیکاکو
میناموتو نو چیکاکو (به ژاپنی: 源 親子 Minamoto no Chikako)؛ دختر کیتاباتاکه موروچیکا و ملکه هم‌نشین امپراتور گودایگو بود. او قبلاً همسر غیراصلی (سوکوشیتسو) امپراتور گو-اودا بود.
او مادر شاهزاده موری‌یوشی بود.